# Hiệp ước Tân Sửu
Hiệp ước Tân Sửu (辛丑條約) hay Nghị định thư Bắc Kinh (北京議定書), Boxer Protocol là Hiệp ước được kí kết giữa đại diện nhà Thanh Trung Quốc với đại diện của 11 quốc gia sau sự kiện Phong trào Nghĩa Hòa Đoàn và sự kiện Liên quân tám nước tấn công Bắc Kinh. Phía Trung Quốc coi đây là một trong những Hiệp ước bất bình đẳng mà nhà Thanh ký kết sau Chiến tranh nha phiến lần thứ nhất và là hiệp ước đem lại nhiều tổn thất nhất cho Trung Quốc cả về vật chất lẫn quyền lực của nhà nước và thể diện quốc gia. Hiệp ước được ký kết ngày 7 tháng 9 năm Quang Tự thứ 27 (ngày 27 tháng 7 năm Tân Sửu) gồm 12 điều khoản và 19 phụ lục.

## Lợi ích của các bên liên quan đến Hiệp ước
Nhà Thanh tại thời điểm này đã trở nên suy tàn và quân đội của triều đình không còn đủ sức chiến đấu cần thiết, minh chứng bởi việc họ bị đánh bại bởi quân khởi nghĩa Nghĩa Hòa Đoàn, và việc các tổng đốc của các tỉnh phía Nam đã tự liên kết với nhau hỗ trợ phong trào này phớt lờ triều đình trung ương, nên triều đình quyết định ký kết hiệp ước này để đổi lấy hỗ trợ của các đế quốc bên ngoài.
Nhật Bản, Pháp, Đức, Italia là những bên tham gia tích cực trong Liên quân tám nước đều có tham vọng chia cắt lãnh thổ Trung Quốc, Nga cũng muốn chiếm lấy các lãnh thổ ở Đông Bắc Trung Quốc. Trong khi Vương Quốc Anh và Hoa Kỳ nhắm đến lợi ích thương mại, tuy nhiên ý đồ này của họ bị xáo trộn bởi tham vọng của Nhật Bản và Nga.

## Đại diện các bên tham gia ký kết Hiệp ước
Hiệp ước Tân Sửu được ký vào ngày 7 tháng 9 năm 1901, tại Sứ quán Tây Ban Nha ở Bắc Kinh. Các bên ký kết bao gồm:
- Phái bộ của triều đình nhà Thanh gồm Khánh Thân vương, Nội các Tổng lý Đại thần Dịch Khuông và Tổng đốc Trực Lệ kiêm Bắc Dương đại thần Lý Hồng Chương.
- Đại sứ đặc mệnh toàn quyền Đế quốc Đức tại Trung Quốc (Đức Ý Chí Đế quốc khâm sai trú trát Trung Hoa tiện nghi hành sự) Alfons Mumm von Schwarzenstein.
- Đại sứ đặc mệnh toàn quyền Đế quốc Áo-Hung tại Trung Quốc (Áo-Hung Đế quốc khâm sai trú trát Trung Hoa tiện nghi hành sự) Moritz Freiherr Czikann von Wahlborn.
- Đại sứ đặc mệnh toàn quyền Đế quốc Bỉ tại Trung Quốc (Bỉ Lợi Thời Đế quốc khâm sai trú trát Trung Hoa tiện nghi hành sự) Adolphe Marie Maurice Joostens.
- Đại sứ đặc mệnh toàn quyền Vương Triều BourbonTây Ban Nha tại Trung Quốc (Tây Ban Nha Ba Bạng Vương triều khâm sai trú trát Trung Hoa tiện nghi hành sự) Bernardo Jacinto Cólogan y Cólogan.[1]
- Đại diện nghị hòa toàn quyền của Hoa Kỳ (Mỹ Lợi Kiên Hợp chúng quốc khâm sai đặc biện nghị hòa sự nghi toàn quyền đại thần) William Woodville Rockhill.
- Đại diện Cộng hòa Pháp thường trú tại Trung Quốc (Pháp Lan Tây Cộng hòa quốc khâm sai toàn quyền đại thần trú trát Trung Quốc nguyên đô tổng lý bản quốc sự vụ tiện nghi hành sự) Paul Beau.
- Đại sứ đặc mệnh toàn quyền Vương quốc Anh tại Trung Quốc (Đại Anh Đế quốc khâm sai tiện nghi hành sự toàn quyền đại thần) Ernest Mason Satow.
- Đại sứ Vương quốc Ý thường trú tại Trung Quốc, hầu tước (Ý Đại Lợi Vương quốc khâm sai trú trát Trung Hoa đại thần thế tập hầu tước) Giuseppe Salvago Raggi.
- Đại sứ toàn quyền Đế quốc Nhật Bản tại Trung Quốc (Đại Nhật Bản Đế quốc khâm sai toàn quyền đại thần) Komura Jutarō.
- Đại sứ đặc mệnh toàn quyền Đế quốc Hà Lan tại Trung Quốc (Hà Lan Đế quốc khâm sai trú trát Trung Hoa tiện nghi hành sự toàn quyền đại thần) Fridolin Marinus Knobel.
- Đại thần đặc mệnh toàn quyền Đế quốc Nga tại Trung Quốc (Nga La Tư Đế quốc khâm mệnh toàn quyền đại thần nội đình đại phu) Mikhail Nikolayevich von Giers.

## Nội dung chính của Hiệp ước
Nội dung tóm tắt của 12 điều khoản chính của Hiệp ước như sau :
- Trung Quốc cử Hòa Thạc Thuần Thân vương Tái Phong thay mặt Hoàng đế Quang Tự đến Đức để xin lỗi Hoàng đế Đức về vụ Đại sứ Clemens von Ketteler bị người của Nghĩa Hòa Đoàn là Ân Hải sát hại ở Bắc Bình ngày 20 tháng 6 năm 1900, là một trong những nguyên nhân dẫn đến việc Liên quân tám nước tấn công Bắc Bình, đồng thời dựng tượng đài dạng cổng vòm tam quan tưởng nhớ Đại sứ Clemens von Ketteler (nay nằm ở Công viên Trung Sơn, Bắc Kinh).
- Nhà Thanh phải trừng phạt những người ủng hộ Nghĩa Hòa Đoàn như:
  - Lưu đày đi Tân Cương: Dĩ cách Đoan Quận vương Tái Y (载漪), Phụ quốc công Tái Lan (載瀾),
  - Ban cho tự vẫn: Trang Thân vương Tái Huân (載勛), Đô Sát viện Tả đô ngự sử Hà Anh Niên (何英年), Hình bộ Thượng Thư Triệu Thư Kiều (趙舒翹)
  - Xử tử: Tuần phủ Sơn Tây Dục Hiền (毓賢), Lễ bộ Thượng thư Khải Tú (啟秀), Hình bộ Thị lang Từ Thừa Dục (徐承煜)
  - Truy đoạt nguyên chức: Lại bộ Thượng thư, Hiệp biện Đại học sĩ Cương Nghị (剛毅), Đại học sĩ Từ Thông (徐桐), Tổng đốc Tứ Xuyên Lý Bỉnh Hành (李秉衡)
  - Điều tra cách chức: Đề đốc Cam Túc Đổng Phúc Tường (董福祥)
  - Đồng thời rửa oan và phục chức cho 5 người trước đây bị Từ Hi cách chức và xử tử, gồm Binh bộ Thượng thư Từ Dụng Nghi (徐用仪), Hộ bộ Thượng thư Dương Lập Sơn (楊立山, bị xử trảm ngày 11 tháng 8 năm 1900), Lại bộ Thị lang Hứa Cảnh Trừng (許景澄, bị xử trảm ngày 28 tháng 7 năm 1900), Nội các Học sĩ kiêm Thị lang hàm Liên Nguyên (联元, bị xử trảm cùng với Dương Lập Sơn ngày 11/8/1900), Thái thường Tự khanh Viên Sướng (袁昶, bị xử trảm cùng với Hứa Cảnh Trừng ngày 28 tháng 7 năm 1900).
- Trung Quốc cử sứ thần đến Nhật Bản để xin lỗi về việc nhà ngoại giao Nhật Bản Akira Sugiyama bị sát hại bởi quân Cam Túc của Đổng Phúc Tường ngày 11 tháng 6 năm 1900.
- Trung Quốc phải trả một vạn lượng bạc cho mỗi ngôi mộ của người nước ngoài bị hư hại hoặc bị làm ô uế bởi quân Nghĩa Hòa Đoàn ở Bắc Kinh và phụ cận, 5000 lượng bạc cho các ngôi mộ ở tỉnh khác làm chi phí cho các đại sứ quán nước ngoài trùng tu.
- Trung Quốc bị cấm nhập khẩu vũ khí trong 2 năm.
- Trung Quốc phải bồi thường cho tất cả các quốc gia 450 triệu lượng bạc chiến phí, gọi là Canh Tý bồi khoản (庚子赔款), trả trong vòng 39 năm, lãi suất 4% một năm, trả bằng thuế quan và thuế muối của Trung Quốc.[3]
- Người Trung Quốc không được sinh sống gần khu "Đông Giao Dân Hạng" (东交民巷) là khu các đại sứ quán nước ngoài ở Trung Quốc, các nước có đặt sứ quán có thể gửi quân đến bảo vệ.
- Trung Quốc phải phá hủy pháo đài Đại Cô Khẩu và các pháo đài khác ở Bắc Bình và Thiên Tân
- Quân đội nước ngoài có thể đóng ở Bắc Bình và Sơn Hải Quan
- Trung Quốc phải trừng phạt mọi hành vi chống đối nước ngoài trong tương lai
- Trung Quốc phải cải thiện đường thủy để thông thương với bên ngoài
- Trung Quốc thành lập Bộ Ngoại vụ (外務部, 1901-1912, tiền thân của Bộ Ngoại giao Trung Hoa Dân Quốc) thay cho Tổng lý các quốc sự vụ nha môn (總理各國事務衙門) để phụ trách các vấn đề đối ngoại

## Tác động của Hiệp ước
Với việc ký kết Hiệp ước Tân Sửu, Trung Quốc hoàn toàn trở thành một nước nửa thuộc địa nửa phong kiến. Người dân Trung Quốc phải chịu hậu quả nặng nề từ khoản bồi thường chiến phí khổng lồ phải trả cho các nước. Việc quân đội nước ngoài có thể đóng quân trên lãnh thổ Trung Quốc cũng để lại nhiều hậu quả, một trong số đó có thể kể đến Sự kiện Lư Câu Kiều ngày 7 tháng 7 năm 1937 do quân đội Nhật Bản gây ra.
Trong quá trình bồi thường, nhà Thanh cũng thực hiện nhiều cải cách nhưng việc đầu tư mạnh vào vũ khí đã làm tăng đáng kể quyền lực của chỉ huy quân đội Bắc Dương là Viên Thế Khải, từ đó cũng khiến càng ngày càng gia tăng sự phụ thuộc tài chính vào nước ngoài khiến nhân dân Trung Quốc bất mãn với triều đình, đẩy nhanh sự sụp đổ của nhà Thanh.

## Miễn một phần bồi thường và bãi bỏ
Trung Hoa Dân Quốc là chính quyền kế tục nhà Thanh vừa bị lật đổ đã thực hiện các khoản bồi thường theo hiệp ước này. Tuy nhiên, đến khoảng năm 1927 do một phần muốn giữ lợi ích của mình ở Trung Quốc, các đế quốc đã đi tới việc miễn một phần hoặc bãi bỏ các khoản bồi thường, cho tới năm 1938 thì bỏ hẳn.
- Năm 1908, Hoa Kỳ bãi bỏ khoản bồi thường tương đương 11.961.121,76 USD và sử dụng khoản đó vào việc xây dựng Đại học Thanh Hoa ở Bắc Kinh vào năm 1911. Ngày 21 tháng 5 năm 1924, Quốc hội Hoa Kỳ đồng ý miễn trừ phần bồi thường cuối cùng tương đương với 6.137.552,90 USD. Hoa Kỳ và Trung Hoa Dân Quốc đã ký "Hiệp ước giữa Hợp chủng quốc Hoa Kỳ và Trung Hoa Dân Quốc về việc Từ bỏ các Quyền Ngoài Lãnh thổ ở Trung Quốc và Quy định về các Vấn đề Liên quan" (Treaty Between the United States of America and the Republic of China for the Relinquishment of Extraterritorial Rights in China and the Regulation of Related Matters) vào ngày 11 tháng 1 năm 1943, hủy bỏ Hiệp ước Tân Sửu và các phụ lục của nó.[5]
- Nga: Sau khi Sa hoàng bị lật đổ cuối năm 1917, ngày 2 tháng 12 năm 1918, những người Bolshevik Nga ban hành một sắc lệnh tuyên bố bãi bỏ khoản bồi thường cho Nga. Tuy nhiên sau chuyến thăm của Lev Mikhailovich Karakhan đến Bắc Kinh năm 1923, Nga hy vọng duy trì quyền kiểm soát việc sử dụng khoản quỹ bồi thường. Trong "Hiệp định Trung-Xô về giải quyết các vụ việc còn tồn đọng" do Cố Duy Quân đại diện Trung Hoa Dân Quốc và Lev Mikhailovich Karakhan đại diện Liên Xô kí kết, quy định rằng phần bồi thường cho Nga sẽ được sử dụng cho sự phát triển giáo dục ở Trung Quốc, phù hợp với điều khoản miễn trừ năm 1908 của Hoa Kỳ, và Liên Xô sẽ duy trì quản lý quỹ này.[4]
- Anh: Ngày 3 tháng 3 năm 1925, Vương quốc Anh quyết định sử dụng một phần tiền bồi thường cho việc xây dựng các tuyến đường sắt ở Trung Quốc.
- Cộng hòa Pháp: Ngày 12 tháng 4 năm 1925, Pháp yêu cầu sử dụng số tiền bồi thường cho họ để sử dụng trong việc khôi phục ngân hàng Trung-Pháp.
- Italia: Ngày 1 tháng 10 năm 1925, Italia đã ký hợp đồng sử dụng một phần của khoản bồi thường để xây dựng một cây cầu sắt.
- Hà Lan: Năm 1925, một phần khoản bồi thường cho Hà Lan được sử dụng để phát triển cảng và đất liền.
- Bỉ: Năm 1925, một phần khoản bồi thường cho Bỉ được sử dụng để mua vật liệu đường sắt được sản xuất tại Bỉ.
- Nhật Bản: Vào tháng 10 năm 1925, một phần khoản bồi thường cho Nhật Bản được sử dụng để phát triển ngành hàng không của Trung Quốc.

Riêng Đế quốc Đức và Đế quốc Áo-Hung, trong Chiến tranh thế giới thứ nhất, Chính phủ Bắc Dương tuyên chiến với các nước này nên đã đình chỉ khoản bồi thường và bãi bỏ khoản bồi thường này trong Hội nghị Versailles.